# Европейский центр профилактики и контроля заболеваний
Европейский центр профилактики и контроля заболеваний (ЕЦПКЗ), англ. European Centre for Disease Prevention and Control (ECDC) является независимым ведомством Европейского союза, миссия которого состоит в том, чтобы усилить защиту Европы против инфекционных заболеваний. Ведомство было создано в 2004 году и расположено в Сольне, Швеция.

## История
С усилением экономической интеграции Евросоюза и расширением его открытых границ сотрудничество по проблемам здравоохранения стало более важным. В то время как идея создать европейский центр борьбы с болезнями обсуждался ранее экспертами по здравоохранению, вспышка в 2003 году атипичной пневмонии и её быстрое распространение через границы стран подтвердил необходимость безотлагательного создания общеевропейского учреждения для здравоохранения. ЕЦПКЗ был создан в рекордное время для агентства ЕС: Европейская комиссия представила законопроект в июле 2003 года, к весне 2004 постановление (EC) 851/2004 Архивная копия от 6 марта 2016 на Wayback Machine было утверждено, и в мае 2005 года центр начал работу. Необходимость миссии центра была подтверждено вскоре после того, когда птичий грипп H5N1 появился в регионах ЕС, что привело к страху, что болезнь могла приспосабливаться или видоизменяться в пандемический штамм человеческого гриппа.

## Организационная структура
ЕЦПКЗ в настоящее время воздействует на матричную структуру на основе пяти единиц:
- Офис руководителя исследовательских работ.
- Поддержка контроля и реагирования. (Обеспечивает экспертные знания специалистов)
- Местное здравоохранение и связь. (Обеспечивает экспертные знания специалистов)
- Управление и координация ресурсами. (Подраздиление управляет человеческими и финансовыми ресурсами ЕЦПКЗ).
- Информационно-коммуникационные технологии. (Обеспечивает инфраструктуру, разработку приложений и их поддержку)

Офис руководителя исследовательских работ включает семь программ болезней, секцию координации микробиологии и научную секцию координации совета.
Программы болезней:
- Устойчивость к противомикробным препаратам и инфекциями связанных со здоровьем.
- Новые и трансмиссивные болезни.
- Заболевания продовольствия, воды и зоонозы.
- Инфекции, передающиеся половым путём, включая ВИЧ и вирусы передаваемые через кровь.
- Грипп.
- Туберкулёз.
- Заболевания, предотвращаемые вакцинами.
- Коронавирусы.

## Публикации
ЕЦПКЗ публикует многочисленные научно-технические отчёты, охватывающие различные проблемы, связанные с предотвращением и контролем инфекционных заболеваний. Всесторонние отчёты от ключевых технических и научных встреч также представлены организацией.
В декабре 2013 года ЕЦПКЗ издал седьмой выпуск своего Ежегодного эпидемиологического отчета Архивная копия от 22 сентября 2014 на Wayback Machine, который анализирует данные о наблюдении с 2011 года и угроз инфекционного заболевания, обнаруженные в 2012 году. А также предложение обзора ситуации со здравоохранением в Европейском союзе, отчёт предлагает признаки того, где большее действие может требоваться, чтобы уменьшить бремя, вызванное инфекционными заболеваниями. Европейский центр профилактики и контроля заболеваний контролирует ближневосточный коронавирус респираторного синдрома.
Другие публикации от ЕЦПКЗ включают отчёты о наблюдении болезней и отчёты об угрозе, а также исследования тенденций в европейском здравоохранении.

## Евронаблюдение
Евронаблюдение, европейский рецензируемый специалистами журнал, посвящённый эпидемиологии, наблюдению, профилактике и контролю инфекционных болезней, издаётся центром с марта 2007 года. Журнал был основан в 1995 году и до его передачи в ведомство центра был совместным проектом Европейской комиссии, Института санитарного надзора Франции (фр. Institut de veille sanitaire) и Агентства по охране здоровья Великобритании (англ. Health Protection Agency). Евронаблюдение — открытый для свободного доступа сетевой журнал, который сообщает о проблемах инфекционных болезней с европейской точки зрения. Он публикует результаты центра и финансируется сетью наблюдения ЕС, таким образом предоставляя научному сообществу своевременный доступ к новой информации. Журнал выходит каждый четверг.

## Государства-члены
Сеть ЕЦПКЗ включает следующие государства-члены: все страны — члены ЕС (Австрия, Бельгия, Болгария, Великобритания, Венгрия, Германия, Греция, Дания, Ирландия, Испания, Италия, Кипр, Латвия, Литва, Люксембург, Мальта, Нидерланды, Польша, Португалия, Румыния, Словакия, Словения, Финляндия, Франция, Хорватия, Чехия, Швеция и Эстония) и три страны ЕЭЗ (Исландия, Лихтенштейн, Норвегия).

## Бюджет и штат
ЕЦПКЗ имеет штат приблизительно в 300 человек и годовой бюджет более чем в 50 миллионов евро.